# Tillandsia tricolor
Tillandsia tricolor es una especie de planta epífita dentro del género  Tillandsia, perteneciente a la  familia de las bromeliáceas. Es originaria de América.

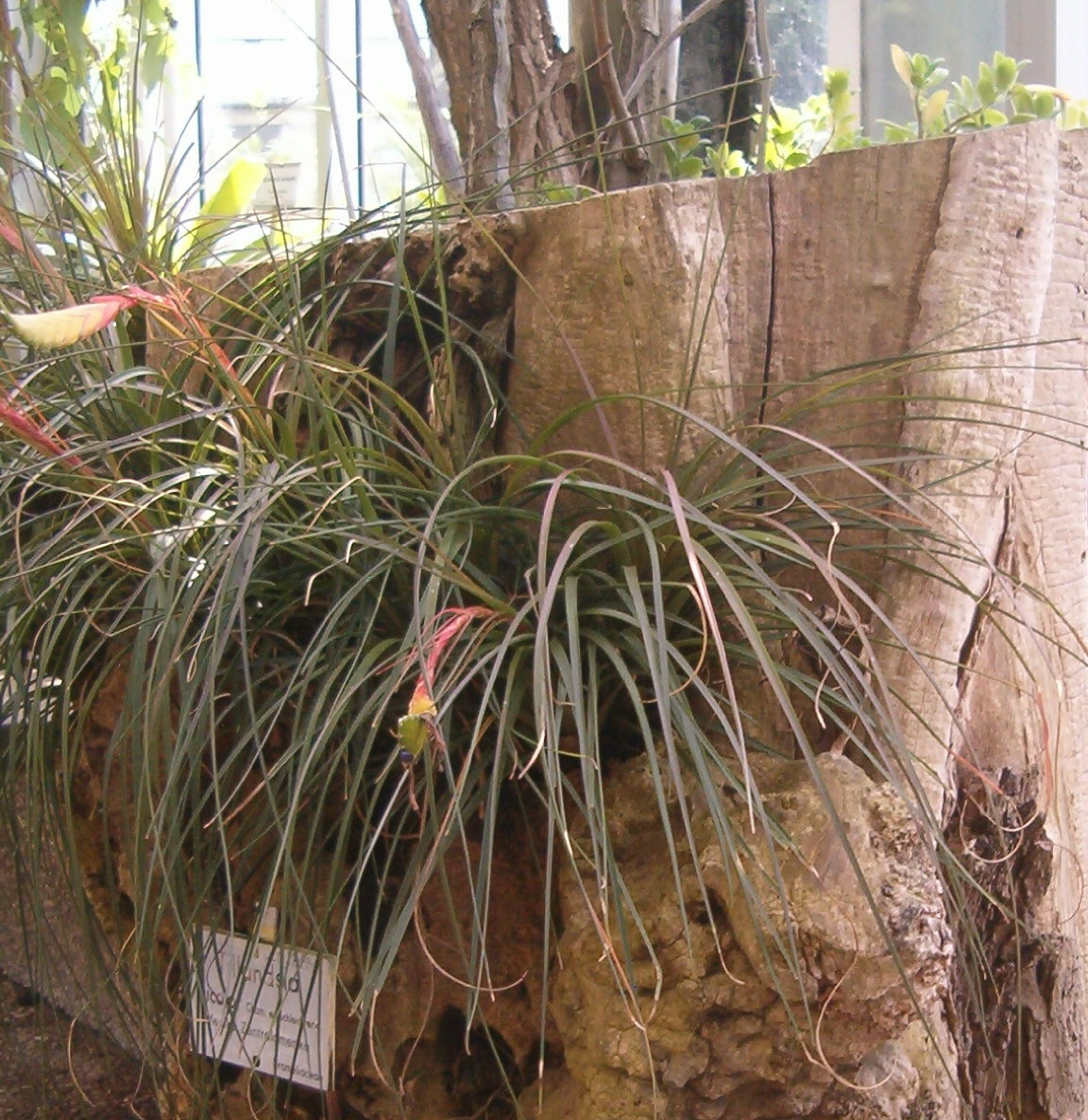
Vista de la planta

## Descripción
Son planta acaulescentes, que alcanza un tamaño de 15–30 cm o más de alto. Hojas 12–30 cm de largo; vainas 1.3–2 cm de ancho, cafés a café-rojizas, densa y menudamente impreso-lepidotas; láminas angostamente triangulares, 0.5–1 cm de ancho, cinéreo-lepidotas. Escapo 6–15 cm de largo, brácteas imbricadas, las inferiores foliáceas, las superiores sin lámina; inflorescencia simple o subdigitado compuesta de 2 o 3 espigas, brácteas primarias sin lámina, mucho más cortas que las espigas; espigas 6–9 cm de largo, con 9–12 (–16) flores, erectas, brácteas florales 2–3 cm de largo, imbricadas, más largas que los sépalos, carinadas, lisas o nervadas apicalmente, glabras o inconspicuamente lepidotas, coriáceas, flores sésiles a subsésiles; sépalos 1.9–2.2 cm de largo, los 2 posteriores carinados y connados 1/3–1/2 de su longitud, libres del sépalo anterior; pétalos morados. Cápsulas 2–3 cm de largo.
Es una especie común que se encuentra en bosques húmedos siempreverdes, bosques de pinos, nebliselvas, en la zona norcentral; a una altitud de 300–1600 metros; fl nov–feb, fr todo el año; por  Centroamérica (Costa Rica, Panamá, Guatemala, Nicaragua, Honduras) y México (Veracruz, Oaxaca, Chiapas).

## Cultivares
- Tillandsia 'Cootharaba'[5]
- Tillandsia 'Corella'[5]
- Tillandsia 'Ervin Wurthmann'[5]
- Tillandsia 'Nashville'[5]
- Tillandsia 'Oeseriana'[5]
- Tillandsia 'Purple Passion'[5]
- Tillandsia 'Silver Bullets'[5]
- Tillandsia 'Wolvi'[5]

## Taxonomía
Tillandsia tricolor fue descrita por Schltdl. & Cham. y publicado en Linnaea 6: 54. 1831.
Etimología
Tillandsia: nombre genérico que fue nombrado por Carlos Linneo en 1738 en honor al médico y botánico finlandés Dr. Elias Tillandz (originalmente Tillander) (1640-1693).
tricolor: epíteto latíno que significa "con tres colores"
Sinonimia
- Tillandsia acroleuca Mez & Purpus
- Tillandsia melanocrater L.B.Sm.
- Tillandsia tricolor var. melanocrater (L.B.Sm.) L.B.Sm.
- Tillandsia tricolor var. picta L.B.Sm.
- Tillandsia tricolor var. tricolor
- Vriesea xiphostachys Hook.[7][8]